# جبهه آتش
جبهه آتش (به هندی: Agnee Morcha) فیلمی هندی محصول سال ۱۹۹۷ و به کارگردانی راجو چوهان است. در این فیلم بازیگرانی همچون درمندرا، موکش خانا، راوی کیشان، سیمران، جانی لور و راضا مراد ایفای نقش کرده‌اند.